# 시마즈 도라시
시마즈 도라시(일본어: 島津 虎史, 1978년 8월 20일 ~ )는 일본의 전 축구 선수이다.

## 구단 경력
과거 방포레 고후, 도쿠시마 보르티스, 제프 유나이티드 지바, 그루자 모리오카에서 활동하였다.